# Rihard Klemen
Rihard (v nemščini znan tudi kot Richard) Klemen, slovensko-avstrijski kemik in biokemik, * 24. januar 1902, Črmošnjice, † 19. maj 1998, Dunaj, Avstrija.

## Življenjepis
Rodil se je v kočevarski družini materi Mariji in očetu Francu. Doma so imeli kmetijo, oče pa je bil hkrati zastopnik za uvoz nemške žitne kave za Kranjsko. Po opravljeni osnovni šoli v Črmošnjicah je s šolanjem nadaljeval na Cesarsko-kraljevi državni višji realki v Ljubljani. Maturiral je z odliko julija 1920 in se istega leta vpisal na ljubljansko univerzo, kjer je na Tehniški fakulteti študiral kemijo. Inženirski naziv je pridobil 18. julija 1925 kot 8. diplomant kemije na ljubljanski univerzi. Dipomiral je z nalogo "Kako se spreminja jodova barva ter množina adsorbiranega joda pri spremembi koloidnega stanja škrobovih sestavin" pod mentorstvom Maksa Samca. Po diplomi je služil vojaški rok na šoli za rezervne vojaške starešine v Mariboru, nato pa se je vrnil v Ljubljano, kjer se je zaposlil kot asistent pri svojem nekdanjem mentorju. Zaradi finančnih težav, v katere je zašla univerza, je delo nadaljeval v državni tovarni sladkorja v Belem Manastirju na Hrvaškem, kjer je delal od septembra 1927 do januarja 1929. Sledila je zaposlitev v Laboratoriju državne poskusne in kontrolne postaje v Mariboru, kjer je delal kot asistent, hkrati pa kot pomožni učitelj kemije z agrokemijo na Vinarski in sadjarski šoli v Mariboru.
Leta 1930 se je Rihard Klemen ponovno zaposlil na Tehniški fakulteti, kjer je zasedel mesto pedagoškega asistenta in jeseni 1931 je tam tudi doktoriral z nalogo "Koloidno kemijska karakterizacija posameznih škrobov v zvezi z njihovo razvrstitvijo v skupine" pod mentorstvom Maksa Samca. Sledilo je imenovanje za privatnega docenta za področje koloidne kemije in kemije encimov (odobritev univerzitetnega senata z dne 20. novembra 1931). Od maja 1931 do junija 1932 se je Rihard Klemen strokovno izpopolnjeval na Nemški tehniški visoki šoli v Pragi v skupini encimatika Ernsta Waldschmidt-Leitza. V Ljubljani je Klemen sprva delal kot asistent pri predmetih, katerih nosilec je bil Maks Samec. Šele 29. marca 1933 je bil s kraljevim dekretom imenovan za docenta za področje kemijske tehnologije in je od študijskega leta 1933/34 dalje predaval več predmetov na Tehniški in Filozofski fakulteti.
Decembra 1941 je zaprosil za razrešitev zaradi preselitve, tako da se je njegovo delo na univerzi zaključilo s koncem januarja 1942. Emigriral je na Dunaj, kjer se je aprila 1942 zaposlil kot raziskovalni asistent na Tehniški visoki šoli, in sicer na Inštitutu za anorgansko in analizno kemijo. Septembra 1947 je dobil avstrijsko državljanstvo in se poročil s kemičarko Gertrud Steindl. Leta 1950 je okviru Tehniške visoke šole prešel na Inštitut za biokemijsko tehnologijo in mikrobiologijo, kjer je delal do upokojitve leta 1966. Aprila 1964 je postal nazivni izredni profesor in se leta 1967 upokojil, ob tem pa je honorarno deloval kot predavatelj na dunajski visoki šoli za naravne vire. Predaval je predmet Kontrola obratov in kakovosti, in sicer do študijskega leta 1975/76.
Umrl je v starosti 96 let in je pokopan na dunajskem osrednjem pokopališču.

## Strokovno in pedagoško delo
Prva objava, pri kateri je Rihard Klemen naveden kot soavtor, je njegova diplomska naloga, ki je izšla v nemški znanstveni reviji Kolloidchemische Beihefte. Sledila je objava v avstrijski strokovni reviji Das Weinland. V tem članku je analiziral kemijsko sestavo listov vinske trte v dobro in slabo gnojenih vinogradih in ob tem polemiziral z nekaterimi drugimi avtorji o relevantnosti takšne analize. Ocenil je, da je bolj smiselna kemijska analiza tal kot pa listov. Ob ponovni zaposlitvi na ljubljanski univerzi leta 1930 je najprej sodeloval pri aplikativni nalogi o primernosti slovenskih premogov za kurjenje v pečeh Celus, vse nadaljnje objave iz ljubljanskega obdobja pa so bile s področja kemije škroba oziroma encimatike.
Ob raziskovalnem delu so se postopno povečevale tudi njegove pedagoške zadolžitve, tako da je samo v zimskem semestru 1941/42 vodil šest predmetov (dva na filozofski in štiri na tehniški fakulteti). Z Vladimirjem Žitkom je napisal tudi učbenika Mineralogija in kemija s tehnologijo za 3. oziroma 4. razred meščanskih šol ter poljudni prispevek v reviji Proteus o kemijskih vidikih oploditve pri algah.
V času druge svetovne vojne je raziskoval kemijo gline. Šele leta 1950 je izšel članek, ki sta ga napisala z nekdanjim predstojnikom Ulrichom Hofmannom, v njem pa sta opisala pojav, ki se še danes imenuje po obeh avtorjih Hofmann-Klemnov efekt. Opazila sta namreč, da se pri segrevanju gline v priostnosti litija izgubita njena sposobnost nabrekanja in ionskoizmenjevalne lastnosti. To je Klemnovo najbolj citirano delo.
V povojnem obdobju je raziskovalno deloval na različnih področjih analizne kemije in biokemijske ter živilske tehnologije, objavljal pa je malo.